# 阿克布拉克區

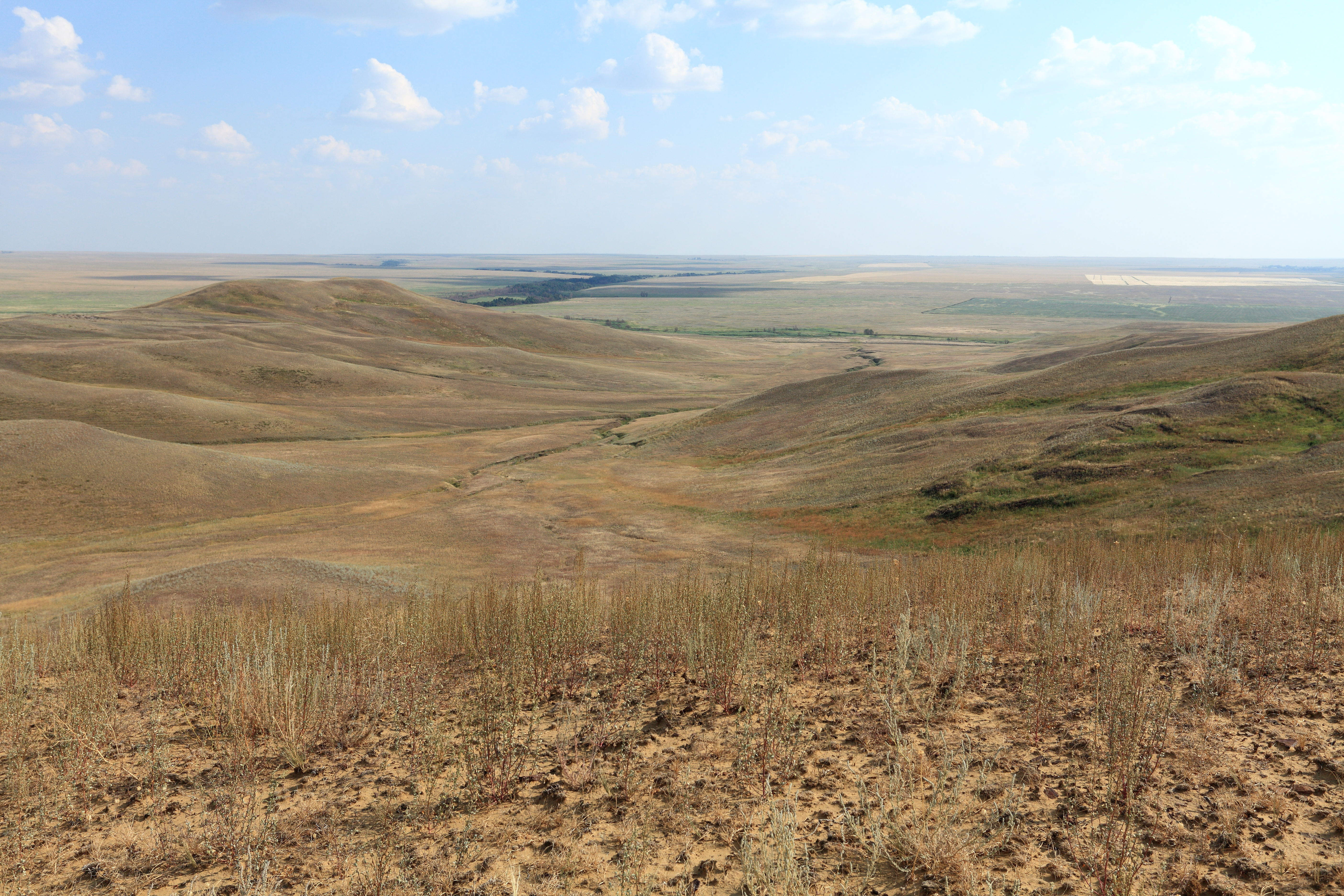

51°00′21″N 55°37′10″E / 51.00583°N 55.61944°E
阿克布拉克區（俄语：Акбулакский район），是俄羅斯的一個區，位於該國西南部，由奧倫堡州負責管轄，面積5,000平方公里，2010年人口25,606，人口密度每平方公里5.12人。